# Stuhlinkontinenz

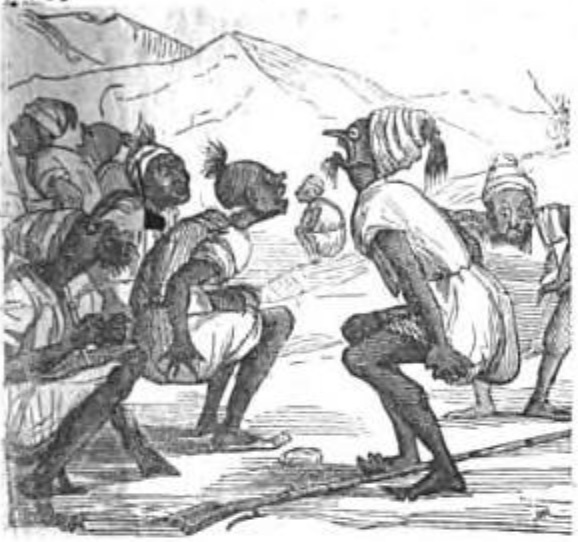
Illustration von Stuhlinkontinenz, 1864

Der Begriff Stuhlinkontinenz (lateinisch Incontinentia alvi) bezeichnet in der Humanmedizin die Unfähigkeit bei Versagen der Schließmuskelfunktion des Afters, seinen Stuhlabgang unabhängig von dessen Konsistenz willkürlich zurückzuhalten. Im Gegensatz dazu wird die fehlende Kontrolle über den Abgang von Darmgasen als Flatusinkontinenz bezeichnet. Liegen beide Störungen gemeinsam vor, spricht man von analer Inkontinenz. Das für die Stuhlkontinenz verantwortliche Organ ist das Kontinenzorgan. Die verwandte Problematik bei Kindern heißt Enkopresis.

## Ursachen
Kontinenz ist gewährleistet, wenn die Reservoirfunktion des Enddarmes, die Spannung der analen Schließmuskeln und die Sensorik des Analkanals fehlerfrei zusammenspielen. Die Beeinträchtigung bereits eines dieser Faktoren kann zur Inkontinenz führen. Die Anforderungen an diese Funktionen können durch andere Faktoren steigen wie dünner Stuhlgang, Blähungen, vermehrte Darmaktivität, Begleiterkrankungen, Medikamente.
Folgende Grund- und Begleiterkrankungen sind häufig mit Stuhlinkontinenz verbunden:
Störung der Impulsverarbeitung:
- Schlaganfall
- Alzheimer-Krankheit
- Multiple Sklerose
- Gehirntumor

Unterbrechung der Pulsüberleitung:
- Querschnittlähmung (Tetraplegie)
- Spina bifida aperta
- Multiple Sklerose

Sensorische Störung:
- Hämorrhoiden (Vorstülpen ausgedehnter Hämorrhoiden nach außen mit Verlust der sensiblen Wahrnehmung)
- Durchfall
- Mastdarmvorfall (Vorstülpen der Darmschleimhaut nach außen mit Verlust der sensiblen Wahrnehmung)
- Dickdarmentzündung (Colitis)

Muskuläre Störung:
- Tumoren, Tumor-OP
- Fistelspaltung
- Dammriss (wenn während der Geburt auch der Schließmuskel mitverletzt wird)
- Infiltrierende Abszesse
- Beckenbodensenkung (häufige Alterserscheinung durch Bindegewebsschwäche und Abbau der Beckenmuskulatur, Operationen an der Gebärmutter)
- Überdehnung durch Obstipation
- Angeborene Fehlbildung (Analatresie)

Medikamente:
- Psychopharmaka
- Abführmittel in hoher Dosierung (z. B. Paraffin)

Psychische/psychiatrische Störung:
- Rückfall in kleinkindliche Verhaltensweisen (Psychosen)
- Konflikte mit Betreuungspersonen

## Häufigkeit und Schweregrade
Bei anonymen Befragungen gaben etwa 12 % der Personen an, unter Stuhlinkontinenz zu leiden. Das Problem nimmt mit dem Alter zu, 11 % der Männer und 26 % der Frauen über 50 Jahre sind demnach betroffen. Aus der Altenpflege wird von 47 % der Personen berichtet.
Es gibt verschiedene Einteilungen der Stuhlinkontinenz. Am häufigsten wird die einfache klinische Einteilung der Stuhlinkontinenz nach Parks in drei Grade benutzt:
Grad 1: Leichte Form
- Unkontrollierter Abgang von Winden

Grad 2: Mittlere Form
- Unkontrollierter Abgang von dünnflüssigem Stuhl

Grad 3: Schwere Form
- Unkontrollierter Abgang von geformtem Stuhl

Die Häufigkeit der Stuhlverluste wie auch die Lebensqualität der Patienten ist in dieser Einteilung nicht berücksichtigt. Hierzu gibt es andere Einteilungen. Allerdings können völlig verschiedene Ausprägungen der Stuhlinkontinenz dieselbe Score-Summe haben was die Aussagekraft der Einteilungen einschränkt. Bei anderen Betrachtungen wird auf den Zeitaspekt Bezug geommen. So wird die Unfähigkeit, einsetzenden Stuhldrang zu verzögern als Dranginkontinenz bezeichnet und die Unfähigkeit, Stuhldrang wahrzunehmen als passive Inkontinenz.

## Untersuchungen
Am Anfang der Diagnostik einer Stuhlinkontinenz steht die ausführliche Anamnese, mit der Beschwerdebeginn, Stuhlfrequenz, Stuhlbeschaffenheit, Umstände des unfreiwilligen Stuhlabgangs, aber auch vorhandene Grunderkrankungen, aktuelle und frühere Therapien, vaginale Entbindungen mit Geburtsgewicht, Operationen erfasst werden.
Es folgt die Inspektion der Analregion, bei der z. B. Irritationen, entzündliche oder ulzeröse Veränderungen der Perianalhaut, Fissuren, Narben, Hämorrhoiden oder Fisteln festgestellt werden können. Die folgende rektal-digitale Untersuchung in Links-Seiten-Lage ermöglicht unter anderem eine sichere Beurteilung der Sphinkteranatomie und beim Auslösen des Kneifdrucks eine Beurteilung der Verschlusskraft des Sphinkters.
Ergänzt werden diese Untersuchungen durch manometrische Untersuchungen wie Durchzugsmanometrie oder Messung der Füllungsdruckwerte. Zusätzlich werden in Links-Seiten-Lage eine Proktoskopie und eine Rektoskopie durchgeführt. Eine Sphinktermanometrie und endoanaler Ultraschall müssen häufig folgen. Als Ergänzung kommen Defäkografie und ein Sensibilitätstest in Frage. Die Magnetresonanztomografie (MRT) bietet noch Auskunft über Defekte des Beckenbodens.

## Therapie
Ist die Stuhlinkontinenz eine Folge von Grunderkrankungen, soll zunächst geprüft werden, ob diese optimal behandelt sind. Das Potential aller konservativen Maßnahmen muss ausgeschöpft sein, bevor operative Maßnahmen in Erwägung gezogen werden. Die konservative Therapie zielt darauf ab, die Konsistenz des Stuhles zu verbessern, die Transitzeit im Dickdarm zu verlängern und die Schließmuskelfunktion, sowie die Wahrnehmung der Enddarmfüllung zu verbessern. Ferner ist auf die Pflege der Haut im Analbereich zu achten. Folgende konservative Behandlungsmaßnahmen stehen zur Verfügung und sollen nach individueller Verträglichkeit personalisiert werden:
- Hautschutz mit Zinkoxidpaste oder Vaseline
- Analtampons werden von 10–20 % der Betroffenen benutzt
- Rhythmisierung der Stuhlentleerung durch regelhafte Entleerung des Enddarms mittels Zäpfchen oder Spülung
- medikamentöse Verlängerung der Transitzeit durch Loperamid
- Beckenbodengymnastik
- Biofeedbacktraining
- Elektrostimulation[8][9]

Gemessen an der großen Zahl der Erkrankten sind kontinenzverbessernde Operationen selten indiziert. Eine Maßnahme ist die Rekonstruktion des durch Geburtstraumata geschädigten Schließmuskels. In der Langzeit-Nachbeobachtung sind 50 % der Patientinnen auf Dauer zufrieden mit dem Ergebnis. Da der Eingriff nur wenig Risiken in sich birgt, wird er bei gesicherter Indikation häufig durchgeführt.
Ist ein Rektumprolaps Ursache der Stuhlinkontinenz, erscheint eine endoskopisch durchgeführte Rektopexie erfolgversprechend. Dabei wir der Enddarm am Kreuzbein befestigt, gegebenenfalls unter Verwendung eines Kunststoffnetzes.
Manche Patienten entscheiden sich für die Anlage eines Kolostomas, das einmal täglich durch Spülung entleert werden kann.

## Inkontinenzversorgung
Es gibt heutzutage eine Menge an Inkontinenzhilfsmittel, welche die Unannehmlichkeiten des täglichen Lebens etwas mindern. So stehen z. B. Windeln, Analtampons und die Irrigation zur Verfügung, um den Betroffenen einen Teil der Lebensqualität zurückzugeben, und es ihnen zu ermöglichen, ein fast normales Leben zu führen. Bereits während der Diagnostik und Behandlung sollten die betroffenen Personen mit entsprechenden Inkontinenzhilfsmitteln versorgt werden, dabei kommt der Auswahl des geeigneten Inkontinenzhilfsmittels eine besondere Bedeutung zu. Besonders wichtig ist die Versorgung mit passenden Hilfsmitteln bei Patienten, die keine Aussicht auf Besserung oder Heilung ihrer Inkontinenz haben. Folgende Arten von Hilfsmitteln stehen zur Verfügung:
Aufsaugende Inkontinenzhilfsmittel:
- Vorlagen
- Einlagen
- Pants, Pullons, Trainers
- Windeln (z. B. Höschenwindeln)

Sonstige Inkontinenzhilfsmittel:
- Fäkalkollektor (Klebebeutel) für immobile Patienten
- Analtampons
- Die Irrigation zur Darmspülung
- Stuhldrainagesystem

Die Anwendung von Inkontinenzhilfsmitteln setzt eine Analyse des Bedarfs voraus. Die Verordnung von Hilfsmitteln zu Lasten der Gesetzlichen Krankenversicherung richtet sich nach der Hilfsmittelrichtlinie des Gemeinsamen Bundesausschusses.